# داوود مهابادی
داوود مهابادی (زاده ۳۰ مرداد ۱۳۵۲) بازیکن سابق و مربی فوتبال ایران است. وی سابقه بازی در تیم‌های استقلال، ذوب‌آهن، استقلال اهواز و راه‌آهن را دارد.

## دوران حرفه‌ای
مهابادی سابقه سرمربی‌گری در تیم‌هایی مانند راه‌آهن، فجر سپاسی، گهر دورود، آلومینیوم اراک، برق جدید شیراز، نساجی مازندران و مشکی پوشان مشهد را دارد.

## افتخارات

### به عنوان بازیکن

##### استقلال
- جام حذفی: ۱۳۷۵